# Fairbankite
La fairbankite è un minerale.